# 388 Charybdis
388 Charybdis eller 1894 BA är en stor asteroid i huvudbältet, som upptäcktes 7 mars 1894 av den franske astronomen Auguste Charlois. Den har fått sitt namn efter Karybdis ett monster i den grekiska mytologin.
Asteroiden har en diameter på ungefär 126 kilometer.